# Timur Zakirov (cầu thủ bóng đá, sinh 1996)
Timur Timurovich Zakirov (tiếng Nga: Тимур Тимурович Закиров; sinh ngày 12 tháng 4 năm 1996) là một cầu thủ bóng đá người Nga thi đấu cho F.K. Kuban Krasnodar.

## Sự nghiệp câu lạc bộ
Anh có màn ra mắt tại Giải bóng đá chuyên nghiệp quốc gia Nga cho FC Kuban-2 Krasnodar vào ngày 12 tháng 8 năm 2016 trong trận đấu với F.K. Rotor Volgograd.
Anh có màn ra mắt cho đội một của F.K. Kuban Krasnodar vào ngày 24 tháng 8 năm 2016 trong trận đấu tại Cúp quốc gia Nga trước FC Energomash Belgorod.
Bố của anh, cũng có tên Timur Zakirov, cũng là một cầu thủ bóng đá.